# Zadig (livre)
Pour les articles homonymes, voir Zadig.
Zadig ou la Destinée est un conte philosophique de Voltaire, publié pour la première fois en 1747 sous le nom de Memnon. Allongé de quelques chapitres, il fut publié une nouvelle fois en 1748 sous son titre actuel.
Ce conte retrace les mésaventures d’un jeune homme, nommé Zadig, qui fait l’expérience du monde dans un Orient de fantaisie.
D’après Sébastien Longchamp, secrétaire de Voltaire, c’est au cours des soirées mondaines données à Sceaux, chez la duchesse du Maine, que l’idée d’écrire des contes inspire à Voltaire ce petit roman, qualifié aussi de conte philosophique, qui connaît plusieurs éditions à partir de 1747. Il s’est par ailleurs défendu d’en être l’auteur, le considérant comme une simple « couillonnerie ».[source insuffisante]
Cette œuvre est inspirée d'un conte persan intitulé Voyages et aventures des trois princes de Serendip. Cependant Zadig va plus loin que les trois princes de Serendip en ce sens qu'il utilise la science de son temps, un « profond et subtil discernement », pour parvenir à ses conclusions. Il a acquis « une sagacité qui lui découvrait mille différences où les autres hommes ne voient rien que d'uniforme ». Voltaire n'évoque pas le hasard mais parle d'une « bizarrerie de la providence ». Il introduit également le suspense dans son récit, alors que dans la tradition du conte oriental le lecteur est averti dès le départ que les trois frères n'ont pas vu l'animal, ce qui rapproche le raisonnement par déduction de Zadig de la méthode scientifique.

## Résumé
Voltaire retrace les mésaventures d’un jeune homme, nommé Zadig, qui fait l’expérience du monde dans un Orient de fantaisie.
Tour à tour favorable ou cruelle, toujours changeante, la fortune du héros passe par des hauts et des bas qui rythment le texte : tantôt victime d'injustices, tantôt accusé à tort, Zadig échappe plusieurs fois à des amendes ou à la prison. Quand il devient Premier ministre du roi de Babylone, celui-ci l'apprécie fort, car Zadig mène une politique équitable, et ses décisions ou jugements ne prennent pas en compte la richesse de ses administrés.
Malheureusement pour lui, l’amour compromettant qu’il porte à la reine Astarté est découvert par la Cour. Zadig, craignant que le roi n'assassine la reine par vengeance, se résout à fuir le royaume de Babylone.
Durant son voyage à travers le monde, Zadig rencontre de nombreux personnages hauts en couleur, se trouve parfois en proie au désespoir ou à la souffrance, doit faire face à l’injustice et à la superstition, ainsi qu’à tous les dangers d'une telle errance, mais ne perd pas l'espoir de retrouver un jour Astarté. Il revient finalement à Babylone, défie le roi et, vainqueur, prend sa place.
C'est du chapitre VI qu'est extraite la célèbre citation « il vaut mieux hasarder de sauver un coupable que de condamner un innocent ».

## Résumé par chapitre
- I. Le borgne :  Zadig est un babylonien vertueux, suivant pieusement les préceptes de Zoroastre[6]. Alors qu'il s'apprête à épouser Sémire, femme belle, riche et de haute naissance[7], Orcan, jaloux, vient enlever cette dernière. Zadig défend fièrement sa dame[8] mais il est grièvement blessé[9]. On fait venir un médecin de Memphis, Hermès, lequel lui annonce que Zadig sera borgne[10]. Toutefois, Zadig guérit deux jours après[11]. Il apprend alors que Sémire, figure de l'inconstance, l'a quitté et s'est mariée à Orcan[12]. Zadig en souffre longuement, mais s'en remet. Il décide d'épouser Azora, une riche bourgeoise[13].

- II. Le nez : Azora rentre au domicile hors d'elle. Alors que Cosrou, une jeune veuve, avait juré de rester à côté de la tombe de son mari tant que le ruisseau auprès duquel il est enterré coulerait à côté, Azora l'a vue détourner le ruisseau. Azora surréagit et s'emporte. Zadig n'aime pas sa réaction, feinte. Il imagine un stratagème pour vérifier la probité de sa femme : Il se fait passer pour mort et demande à son ami Cador de feindre une maladie dont le remède est un bout du nez d'un mort récent. Azora, déjà intéressée par Cador, n'hésite pas à aller chercher le nez de Zadig. Ce chapitre est inspiré de La Matrone d'Éphèse et d'un conte Chinois du lettré Tchouang-tseu et de sa femme Tien, transcrit par Jean-Baptiste Du Halde[14],[15].

- III. Le chien et le cheval : On recherche la chienne de la reine, et Zadig arrive à décrire parfaitement l'allure de la chienne mais dit qu'il ne l'a point vue. Il arrive la même histoire pour le cheval. On le soupçonne donc du vol des animaux. Il explique qu'il avait deviné leur apparence par les traces qu'ils avaient laissées dans la forêt. On admire son génie mais la justice lui prend plus en frais que l'amende à laquelle il avait été condamné. Un prisonnier politique passe ensuite sous sa fenêtre, mais il ne réagit pas, par crainte de s'attirer de nouveaux ennuis. Il est condamné à verser 500 onces d'or. Ce chapitre s'inspire du conte persan Voyages et aventures des trois princes de Serendip.

- IV. L'envieux : Pour avoir contredit un mage sur le griffon, Zadig est menacé d'exécution. Un homme jaloux de la renommée de Zadig, Arimaze, est présent un soir chez lui et voit Zadig écrire un poème au sujet du roi sur une tablette puis, insatisfait, la rompre verticalement en deux et la jeter. Arimaze en retrouve une moitié, y trouve une injure contre le roi Moabdar, se dépêche de faire incarcérer Zadig. Pendant son procès, un perroquet rapporte l'autre partie : il apparaît que le texte complet était une louange au roi ; Zadig est disculpé et se trouve apprécié du roi. Voltaire s'inspire d'une mésaventure qui lui est arrivé en 1745 avec le Poème de Fontenoy[16].

- V. Les généreux : Pour un événement qui a lieu tous les cinq ans, Zadig est choisi comme le plus vertueux car il a osé parler en bien d'un ministre que le roi venait de renvoyer. Cette marque de courage et d'intégrité lui vaut le titre de citoyen ayant fait la meilleure action, tandis que le roi acquiert une réputation de prince magnanime.

- VI. Le ministre : Zadig devient premier ministre et il est très aimé. Il démêle beaucoup de problèmes complexes en donnant raison à celui qui est le plus juste et le moins avare.

- VII. Les disputes et les audiences : Zadig règle une dispute entre les adeptes d'un temple dont certains disaient qu'il fallait y entrer du pied gauche et les autres du pied droit, en y entrant à pieds joints. Il accorde aussi de nombreuses audiences aux dames qui veulent le voir, mais on dit qu'il semble préoccupé et ne succombe jamais à leurs charmes.

- VIII. La jalousie : Il tombe amoureux de la reine, Astarté. La femme de l'envieux envoie sa jarretière de la même couleur que celle de la reine au roi et celui-ci se rend compte que les rubans de cette dernière sont de la même couleur que le chapeau de Zadig, ce qui suffit au roi, très jaloux, pour tirer ses conclusions. Il veut les tuer dans la nuit mais le muet de la reine l'avertit et Zadig s'enfuit, demandant à Cador de s'occuper de la reine. Cador prétend que Zadig est allé vers la route des Indes alors que celui-ci est allé vers l'Égypte.

- IX. La femme battue : Il rencontre en Égypte une femme battue, Missouf, qui lui demande de la sauver de son agresseur. Ce dernier arrive et attaque Zadig, qui se défend et n'a d'autre choix que de le tuer. Missouf est fâchée de son geste. Des gens viennent l'enlever mais Zadig décide de ne plus la sauver.

- X. L'esclavage : En entrant dans la ville, il se fait arrêter pour avoir tué Clétofis, mais il est seulement vendu comme esclave étant donné la nature de légitime défense de son geste. Sétoc, un marchand, l'achète et finit par le trouver intelligent. Zadig fait ses preuves alors qu'il le tire d'une affaire avec un Hébreu qui lui devait de l'argent : tous les témoins de l'entente sont morts mais Zadig fait avouer à l'Hébreu qu'il connaissait l'existence du lieu du pacte et donc que ce dernier avait bel et bien été conclu.

- XI. Le bûcher : Zadig trouve ridicule la tradition du bûcher de veuvage qui veut que les femmes se brûlent avec leur mari lorsqu'il décède. Il réussit à s'entretenir avec une veuve, Almona, et la persuade de ne pas se brûler vu tous ses charmes et ce qu'elle a encore devant elle. Il conclut que chaque veuve devra maintenant s'entretenir toute une heure avec un jeune homme avant de se brûler et éradique la tradition.

- XII. Le souper : Sétoc et Zadig vont à la grande foire de Balzora, où ils assistent à un souper durant lequel des marchands se chicanent pour des croyances spirituelles culturelles différentes. Zadig finit par leur montrer qu'ils croient en fait tous au même Dieu créateur.

- XIII. Les rendez-vous : Les prêtres n'apprécient pas la fin des bûchers de veuvage et l'arrêtent. Almona le sauve en priant quatre prêtres de signer la liberté de Zadig en échange de ses faveurs. Elle leur donne rendez-vous tous au même endroit et invite les juges à assister à leur arrivée pour montrer leur manque de vertu. Zadig est libéré et Sétoc épouse Almona.

- XIV. Le brigand : Zadig et son accompagnateur se font arrêter par des soldats qui disent qu'ils leur appartiennent. Ils se battent tout de même courageusement et Arbogad, le maître du château, les voit et les invite à entrer. Il leur explique qu'il est le plus grand des brigands. Il apprend aussi à Zadig que le roi Moabdar est mort et que Babylone va très mal. En revanche, il ne sait pas où est Astarté.

- XV. Le pêcheur : Zadig croise un pêcheur qui dit être le plus malheureux des hommes et veut mettre fin à ses jours. Il était auparavant un marchand de fromage à la crème à Babylone, mais un jour il n'a pas été payé par Zadig et la reine car ils s'étaient enfuis. Il alla par la suite chez Orcan pour demander de l'aide mais celui-ci n'aida que sa femme qu'il garda avec lui. Il voulut ensuite vendre sa maison mais elle fut brûlée. Zadig lui dit d'aller voir Cador à Babylone et de l'attendre. Il lui donne la moitié de son argent et lui redonne espoir.

- XVI. Le basilic : Zadig croise des femmes qui cherchent un basilic pour soigner leur maître Ogul qui souffre d'obésité. Il voit Astarté qui lui raconte toute l'histoire : le frère de Cador l'a enfermée dans une statue alors que Cador donnait des fausses pistes sur leur fuite au roi. On crut alors l'avoir trouvée alors qu'il s'agissait de Missouf, mais le roi Moabdar décida de la prendre pour femme, et elle régna très mal sur Babylone. Moabdar vint supplier la statue où Astarté se trouvait et elle lui répondit que les dieux ne l'aideraient pas. Il devint fou. Astarté se trouva enlevée par un prince mais Missouf prit sa place, vu leur ressemblance, et elle s'enfuit. Cependant, le voleur Arbogad l'enleva et la vendit à Ogul. Après avoir appris toute l'histoire, Zadig donne un faux basilic à Ogul et lui dit non pas de le manger mais de le pousser et de faire un régime. Il demande la liberté d'Astarté en échange. Ogul maigrit et se sent mieux. Le médecin d'Ogul veut l'empoisonner, mais il est sauvé à temps par une lettre d'Astarté.

- XVII. Les combats : Astarté revient glorieusement à Babylone et on décide pour choisir le roi que le prétendant au trône devra réussir une épreuve de combat et une énigme. Zadig gagne les combats mais Itobad lui vole son armure durant la nuit et est proclamé vainqueur à sa place.

- XVIII. L'ermite : Zadig croise un ermite qui lit le livre des destinées et lui fait promettre d'être patient et de rester avec lui quelques jours. La première nuit, ils dorment dans un riche château abritant un vaniteux qui les sert bien mais sans chaleur. L'ermite vole un bassin d'or incrusté de pierres. Ensuite, ils vont dans la petite maison d'un avare qui les traite très mal, mais l'ermite lui donne le bassin, disant à Zadig que le vaniteux deviendrait plus sage et que l'avare suivrait les règles de l'hospitalité. La deuxième nuit, ils dorment dans la charmante maison d'un philosophe. L'ermite y met le feu. La troisième nuit se passe chez une veuve avec son neveu de 14 ans, et l'ermite noie le neveu. En fait, l'ermite est l'ange Jesrad, qui explique à Zadig qu'il a fait ces choses car elles apporteront par la suite du bien (le philosophe trouvera une réserve d'or sous sa maison et le neveu aurait tué sa tante) et que les maux sont nécessaires : il n'y a pas de hasard, seulement la Providence, il est important de se faire à l'idée que le mal est un élément nécessaire à l'ordre du monde et à la naissance du bien. Jesrad indique à Zadig qu'il doit se rendre à Babylone. Zadig n'est pas vraiment convaincu par le discours sur le mal nécessaire, mais se dirige vers Babylone[b]

- XIX. Les énigmes : Zadig revient à Babylone et dit que quelqu'un lui a volé sa gloire lors des combats. Il réussit les énigmes et défie Itobad qui perd. Il devient roi, peut épouser Astarté, et règne en homme bon en adorant la Providence.

Appendice, les deux chapitres suivants sont des ajouts parus à titre posthume dans l'édition Kehl.
- XX. La Danse :  Zadig est contraint d'aller sur l'île de Serendib à la place de Sétoc. Là-bas, le roi Nabussan recherche un trésorier qui ne le vole pas. Zadig fait passer les prétendants par une salle du trésor (non gardée), puis, en guise d'examen, leur ordonne de danser pour le roi. Les prétendants échouent tous à cause de leurs poches pleines de l'or qu'ils viennent de voler, à l'exception d'un seul qui est donc nommé trésorier.

- Appendice, XXI. Les yeux bleus : La seule femme que Zadig recommanda au roi avait les yeux bleus. Cependant, les lois interdisaient d'aimer une femme aux yeux bleus. Zadig, accusé par tous, fuit l'île et reprend son périple à la recherche d'Astarté.

## Personnages
- Zadig : philosophe de Babylone, personnage principal de l’histoire ;
- Astarté : reine de Babylone, dernier amour de Zadig ;
- Moabdar : le roi de Babylone ;
- Sétoc : maître de Zadig esclave, en hébreu « tais-toi » ;
- Cador : ami fidèle et confident de Zadig ;
- Sémire : premier amour de Zadig ; le trahit en épousant Orcan. Son nom rappelle Semirem ou Sémiramis, dont Voltaire composa une tragédie en même temps que Zadig[18] ;
- Hermès : grand médecin provenant de Memphis ;
- Orcan : rival de Zadig, qui lui vole sa première femme ;
- Azora : deuxième amour de Zadig ;
- Almona : veuve, en hébreu Almana « veuve » ;
- Arbogad : riche brigand ;
- Arimaze: surnommé « l'envieux », il veut nuire à Zadig
- Ogul : le maitre d'Astarté quand celle-ci fut esclave
- Missouf : elle sera la seconde épouse de Moabdar. Elle deviendra ensuite esclave du prince d'Hyrcanie auprès d'Astarté ;
- L'Ermite : Il prétend se nommer Jesrad, mais il est en réalité un ange qui guidera Zadig vers le bonheur. Jesrad est une mauvaise orthographe pour Jezdad ou Jezdan. Selon de d'Herbelot, c’est le nom de l'Agathodémon des platoniciens. L'autre monde s'inspire des Institutions de physique de Mme du Châtelet[19].

Zadig est le personnage principal et éponyme du conte. Son nom signifie « le véridique » (ṣādiq) ou « l’ami » (ṣadīq) en langue arabe et « le juste » (ṣaddīq, tsadik) en hébreu. Il est présenté dès le premier chapitre comme un homme très vertueux, sans aucun défaut pour la société de Voltaire.
Son meilleur ami Cador est un beau jeune homme, dont le portrait n’est pas précis. En arabe, Cador signifie « le tout puissant » (qaddūr).
Le premier amour de Zadig, auprès de laquelle celui-ci croit vivre dans le bonheur, se nomme Sémire. Mais celle-ci se révélera infidèle ainsi que sa deuxième épouse, Azora. La femme du roi Moabdar, son dernier amour, et qui lui fait perdre la raison s’appelle Astarté, une femme très belle avec qui il se mariera à la fin du roman.
Depuis le premier chapitre, Voltaire fait référence aux principes de Zoroastre, que Zadig observe. Dans ceux-ci, le principe du mal est appelé Ahriman – comme le courtisan envieux appelé Arimaze au chapitre IV –, opposé au principe du bien Orzmud. L’archimage de Zoroastre est appelé Yébor, anagramme de Boyer, nom de l’évêque de Mirepoix et ennemi de Voltaire.
Zadig est avant tout une satire féroce de la société française de son époque, transposée dans un orient imaginaire, peuplé de personnages outrés, sans nuance. Elle est peuplée d'hypocrites, dont les actions vont à l'encontre de l'amitié, de l'amour, ou des nobles principes religieux qu'ils professent en public. Les rois n'y sont pas mauvais, mais ils sont incapables de régler leurs problèmes, et le résultat ne sera bon que s'ils écoutent le héros, alors qu'ils écoutent tout autant les trompeurs. Le peuple suit bêtement la tradition, mais il est prêt à y renoncer si on lui montre qu'elle est mauvaise.
Toute l'habileté du héros le met plus souvent en mauvaise posture qu'elle ne le sauve, il ne doit son salut qu'à plusieurs miracles. La vertu et les bonnes actions du héros lui attirent les mauvais sentiments de ses contemporains (jalousie, vengeance, etc.) et lui valent une suite ininterrompue d'avanies bien plus crédibles que les miracles qui le sauvent par la suite. Le monde de Zadig annonce déjà celui du Candide et la conception de Voltaire face au problème du mal : être vertueux ne vous protège pas du mal, au contraire, cela vous expose à la méchanceté, et vous en aurez quand même subi les conséquences même si finalement un miracle survient qui vous sauve. Cependant, le méchant ne triomphe pas, il finit mal, même si ça prend du temps.

## Histoire éditoriale
Une première version plus brève intitulée Memnon, histoire orientale est publiée pendant l’été 1747 en Hollande sans grand écho en France. Séjournant à Sceaux chez la duchesse du Maine, Voltaire complète le conte, en y ajoutant les chapitres Le Souper, Les Rendez-Vous, Le Pêcheur, ainsi qu'une Épître dédicatoire. Il paraît en septembre 1747 sous le titre Zadig, ou la destinée.
Voltaire modifie encore plusieurs fois son texte. En 1752, pour une édition de ses Œuvres chez l'éditeur Georg Conrad Walther, il rajoute dans le chapitre L’Envieux l’anecdote à propos de Yebor. En 1756, pour une édition chez Cramer, le chapitre Les Jugements est complété et scindé en deux : Le Ministre et Les Disputes et les audiences. L'édition posthume de Kehl rajoutera en 1784 deux nouveaux chapitres : La Danse et Les Yeux bleus que Voltaire n'avait pas retenus de son vivant.
Zadig paraît d'abord anonymement et Voltaire, comme souvent, en dénie d'abord la paternité. Les réactions virulentes sont rares et le conte connaît un grand succès.

## Analyse
L'organisation du texte est une accumulation d’aventures dans un mode de composition où le détail et l’intérêt de chaque épisode l’emportent sur celui de l’ensemble. Les fables sont indépendantes, mais leur sens global reflète une réflexion philosophique.
On retrouve dans Zadig les critiques habituelles de Voltaire envers la corruption politique, les flatteurs trop écoutés par les rois, l’avidité des prêtres jaloux de leur pouvoir, l’avarice des riches. Et un résumé de sa philosophie : déisme, tolérance, bon usage de la raison au-delà des croyances immédiates et des superstitions anciennes, exaltation des vertus sociales et du commerce, et de la politique éclairée par la philosophie.
La signification du conte est toujours discutée : « Faut-il prendre Voltaire au sérieux et croire que la leçon du  conte est que nous sommes tous les marionnettes de la Providence et  que nous devrions nous résigner à notre destin inaltérable ? Ou faut-il plutôt croire que Voltaire se moque de l'idée exprimée par Pope et Leibniz et selon laquelle chaque événement fait partie de l'ordre de l'univers, et selon laquelle tout mal entraîne un plus grand bien ? Ou est-ce que le conte illustre le dilemme de Voltaire qui doit reconnaître l'existence ou la coexistence du mal et du bien sans pouvoir concevoir comment ils s'accordent ? »
Dans son livre Le Plagiat par anticipation, en 2009, Pierre Bayard développe par jeu l'idée que Voltaire aurait plagié dans Zadig en 1747 les enquêtes de Sherlock Holmes d'Arthur Conan Doyle parues quelque 150 ans après. C'est un moyen humoristique de montrer que Zadig est un précurseur des enquêtes policières à la Sherlock Holmes, fondées sur la recherche de preuves matérielles et une série de déductions ingénieuses.

## Hommages
Zadig & Voltaire est une marque française de prêt-à-porter, créée en 1997 par Thierry Gillier. Son nom est tiré du conte de Voltaire, le personnage Zadig ayant marqué l'esprit du créateur, par son charisme, sa modernité et son courage.

### Éditions
- Xavier Darcos, Zadig, Classiques Hachette-Éducation, 1re éd. 1993, 20e rééd. en 2006,  (ISBN 2-01-020710-6) (BNF 35610517).
- Pascal Debailly, Zadig de Voltaire, Profil d'une œuvre, éditions Hatier.
- Œuvres complètes de Voltaire, volume 30B, Oxford, Voltaire Foundation, 2004. Édition critique par Haydn T. Mason. (notice en anglais)

### Articles critiques
- Marilène Clément, Zadig, ou La destinée, histoire orientale de Voltaire; étude et analyse, Collection Mellottee, Paris, Éditions de la Pensée moderne, 1972.
- Jean Goulemot, André Magnan, Didier Masseau, Inventaire Voltaire, Gallimard, collection Quarto, 1995, p. 1413-1416.
- Raymond Trousson, Jeroom Vercruysse [Dir], Dictionnaire général de Voltaire, Honoré Champion, 2020, p. 1233-1237. Notice de S. Menant.
- Roseann Runte, Répétition et instabilité : la signification de  Zadig,  in Man and Nature / L'homme et la nature, Volume 3, 1984, p. 63–76. Lire en ligne.
- Jean Sareil, De "Zadig" à "Candide", ou permanence de la pensée de Voltaire, Romanic Review, Vol. 52, N° 4,  (Dec 1, 1961). Lire en ligne (accès restreint).
- Jean-François Perrin, L'orientale allégorie : le conte oriental au XVIIIe siècle en France : (1704-1774), Paris : Honoré Champion Éditeur, 2015.

### Dérivés
- Georges Coulonges, Zadig ou la destinée, adaptation théâtrale créée au Théâtre d'Orsay par la Compagnie Renaud-Barrault en 1979 (édition Le Cherche midi).
- Claudine Cohen, La Méthode de Zadig. La trace, le fossile, la preuve, éditions du Seuil, 2011.